# Picpus
Picpus è il 46º quartiere amministrativo di Parigi, situato nel XII arrondissement. Il suo toponimo deriva dall'omonima strada risalente al XVI secolo e probabilmente dall'antico villaggio di Pique-Puce situato nel medesimo luogo.